# Lynley Hannen
Lynley Hannen, född den 27 augusti 1964 i Dunedin i Nya Zeeland, är en nyzeeländsk roddare.
Hon tog OS-brons i tvåa utan styrman i samband med de olympiska roddtävlingarna 1988 i Seoul.